# آموزش و جامعه ال‌جی‌بی‌تی

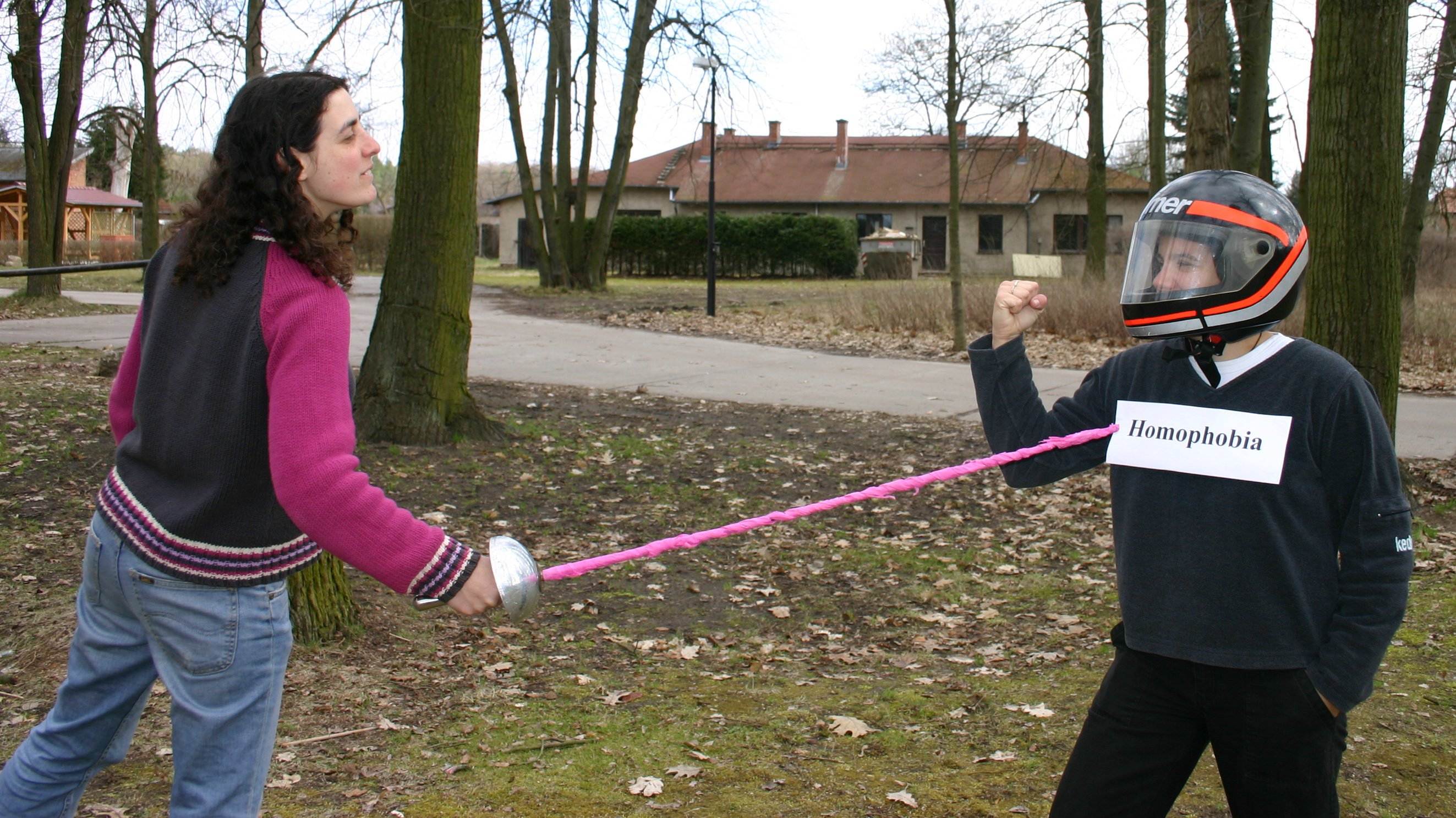
دانش‌آموزان آلمانی در حال نمایش نحوهٔ مبارزه با همجنسگراهراسی

در تاریخچهٔ اخیر گسترش حقوق ال‌جی‌بی‌تی، موضوع آموزش جنبه‌های گوناگون زندگی همجنس‌گرایان زن، همجنس‌گرایان مرد، دوجنسگرایان و افراد تراجنسیتی (ال‌جی‌بی‌تی) و وجود آن‌ها به جوانان، موضوعی مورد بحث و محل مناقشه بوده‌است. طرفداران بیان می‌دارند که آموزش مسائل مرتبط با ال‌جی‌بی‌تی به کودکان، دیده شدن و مورد توجه واقع شدن دانش‌آموزان ال‌جی‌بی‌تی را افزایش می‌دهد و احتمال بروز همجنسگراستیزی علیه دانش‌آموزان ال‌جی‌بی‌تی را کاهش می‌دهد. در مقابل مخالفان این موضوع بیان می‌دارند که مطرح شدن چنین مباحثی، کودکان را ترغیب می‌کند که عدم پذیرش غیردگرجنسگرایی توسط آموزه‌های دینی یا ایدئولوژیک را بی‌معنی بدانند یا به چالش بکشند. بسیاری از بیزاری مذهبی و/یا محافظه‌کارانهٔ اجتماعی در خصوص غیردگرجنسگرایی و جلوگیری از آگاهی از مسائل مربوطه توسط نوجوانان، در نواحی‌ای با تسلط جمعیتی تاریخی یا پیروی اکثریت از یکی از ادیان ابراهیمی، به ویژه اکثریتی از ادیان اسلام، مسیحیت و یهودیت رخ می‌دهد. افرادی که در این ادیان بزرگ شده‌اند و موضع مثبت‌تری نسبت به مسائل ال‌جی‌بی‌تی می‌گیرند یا خود از ال‌جی‌بی‌تی هستند، ممکن است از طرف افراد محافظه‌کار جامعهٔ خود در خصوص این مسائل طرد شوند.